# Jota Reticuli
Jota Reticuli (ι Reticuli, förkortat Jota Ret, ι Ret) som är stjärnans Bayerbeteckning, är en ensam stjärna belägen i den mellersta delen av stjärnbilden Rombiska nätet. Den har en skenbar magnitud på 4,97 och är synlig för blotta ögat där ljusföroreningar ej förekommer. Baserat på parallaxmätning inom Hipparcosuppdraget på ca 10,2 mas, beräknas den befinna sig på ett avstånd på ca 319 ljusår (ca 98 parsek) från solen.
Jota Reticuli rör sig genom Vintergatan med en hastighet av 80,9 km/s i förhållande till solen. Den projicerade galaktiska banan ligger mellan 12 300 och 25 100 ljusår från galaxens centrum. Den kom närmast solen för 883 000 år och hade då skenbar magnitud 4,08 vid ett avstånd på 212 ljusår.

## Egenskaper
Jota Reticuli är en orange till röd jättestjärna av spektralklass K4 III. Den har en radie som är ca 18 gånger större än solens och utsänder från dess fotosfär ca 190 gånger mera energi än solen vid en effektiv temperatur på ca 4 200 K.